# Dekolonisatie van de Nieuwe Wereld

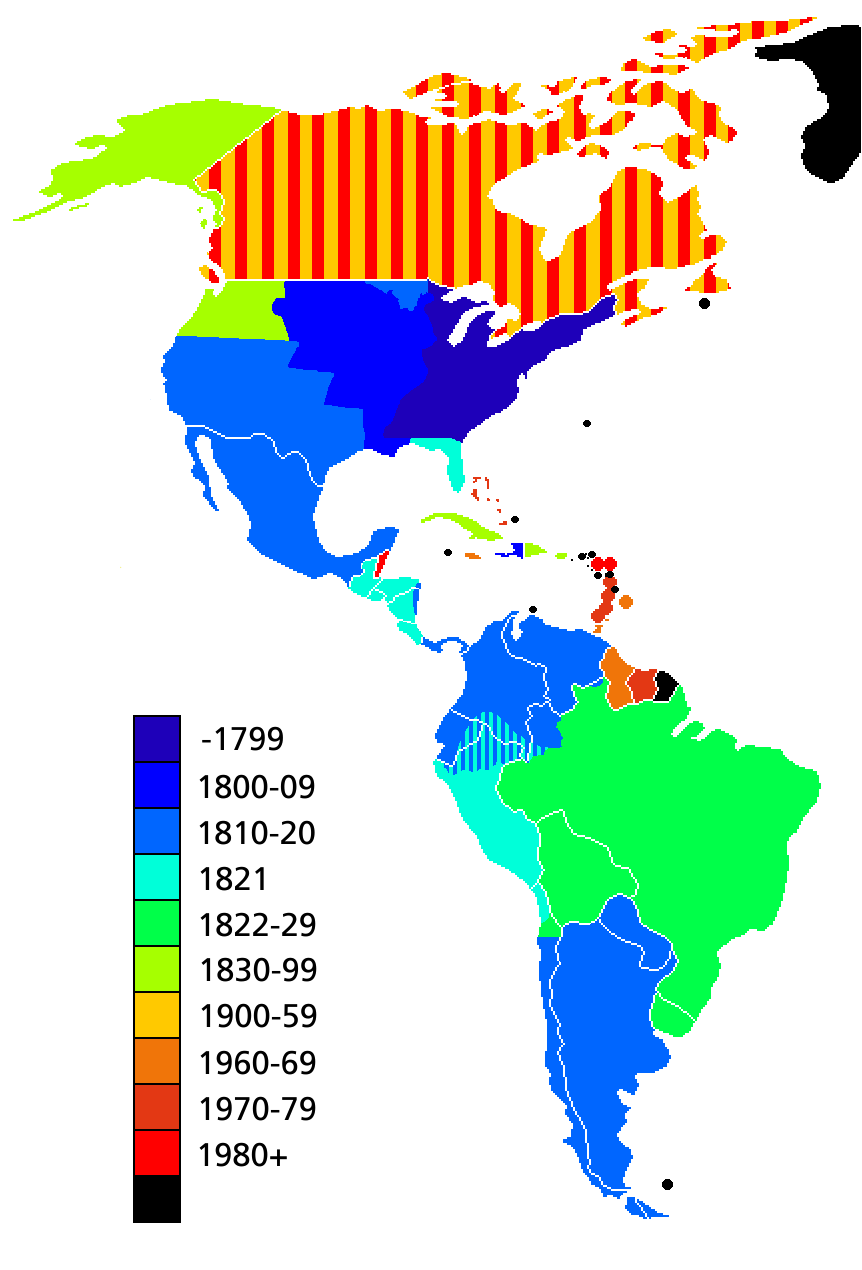
Landen in Amerika met datum van onafhankelijkheid.

De dekolonisatie van de Nieuwe Wereld is het proces waarin de landen van Noord- en Zuid-Amerika onafhankelijk zijn geworden of nog moeten worden van hun Europese overheersers. Het dekolonisatieproces startte eind 18e eeuw in de Verenigde Staten en op Haïti. In de 19e eeuw volgden de Spaanse en Portugese kolonies. In de 20e  eeuw trokken de koloniale machten zich vreedzaam terug, wat eerder niet het geval was. 
Op de dag van vandaag zijn er nog steeds verschillende Britse en Nederlandse kolonies in Noord-Amerika, voornamelijk Caraïbische eilanden. De Verenigde Staten zijn zelf ook een koloniale macht geworden, met hun controle over Puerto Rico en de Amerikaanse Maagdeneilanden. Frankrijk heeft de meeste kolonies geïntegreerd als overzeese departementen waardoor ze geen kolonies meer zijn, maar een integraal deel van Frankrijk. Engeland heeft later ook de Afrikaanse kolonies afgestaan.

## Verenigde Staten
De eerste onafhankelijke soevereine staat in Amerika was New Hampshire dat zich op 5 januari 1776 onafhankelijk verklaarde van het Verenigd Koninkrijk.
De Verenigde Staten verklaarden hun onafhankelijkheid van de Britten op 4 juli 1776. Deze bestond uit twaalf voormalige Britse kolonies en de onafhankelijke staat New Hampshire. Deze onafhankelijkheid werd erkend door de Vrede van Parijs in 1783.

## Haïti
Haïti bevocht tussen 1791 en 1804 haar onafhankelijkheid van Frankrijk. De Haïtiaanse Revolutie geldt als de enige succesvolle slavenopstand. Aanvankelijk stonden de Franse autoriteiten, die na de Franse Revolutie de slavernij hadden afgeschaft, aan de zijde van de slaven in de strijd tegen de slavenhouders, maar toen bleek dat Frankrijk weinig haast maakte met het verbeteren van de omstandigheden, ontdeden de Haïtianen zich ten slotte geheel van de Franse heerschappij.

## Spaanse kolonies
De Spaanse kolonies in Amerika verkregen hun onafhankelijkheid in de eerste helft van de negentiende eeuw. Toen Spanje in 1808 onder Napoleontische bezetting kwam te staan begonnen criollos de gebieden te regeren in naam van koning Ferdinand VII. Deze ervaring van zelfbestuur, de invloed van het liberalisme en de Franse en Amerikaanse Revoluties leidde tot een groeiend onafhankelijkheidsstreven. Ze werden geleid door de Libertadores. De kolonies bevrijdden zichzelf, soms met behulp van het Britse Rijk, dat politieke invloed wilde en handel wilde drijven, zonder de invloed van Spanje. In de meeste landen werd het onafhankelijkheidsstreven vooral gesteund door de creoolse bovenlaag, slechts de Mexicaanse Onafhankelijkheidsoorlog had het karakter van een volksopstand. De twee bekendste onafhankelijkheidsstrijders waren Simón Bolívar en José de San Martín. Tegen 1825 waren de Spaanse troepen vrijwel over het gehele continent verslagen. Bolívar probeerde de Spaanssprekende gebieden samen te houden, maar slaagde daar niet in. De vier Spaanse onderkoninkrijken waren halverwege de 19e eeuw uiteengevallen in vijftien onafhankelijke republieken.
Cuba en Puerto Rico bleven in Spaanse handen tot hun verovering door de Verenigde Staten tijdens de Spaans-Amerikaanse Oorlog in 1898.

## Portugese kolonies
In tegenstelling tot Spanje had Portugal de kolonie niet verder onderverdeeld. Er was een centrale administratie in Salvador, die zich direct moest verantwoorden aan de kroon in Lissabon. De term Portugees-Amerika werd praktisch nooit gebruikt, in tegenstelling tot Spaans-Amerika of Nederlands-Amerika, de naam Brazilië werd van het begin af aan gebruikt.
Door deze eenheid verbrokkelde Brazilië dan ook niet bij de onafhankelijkheid in 1822, in tegenstelling tot de Spaanse kolonies. Ook het feit dat het land geen republiek werd, maar een keizerrijk droeg bij aan de eenheid van het land. Peter I, zoon van koning Johan VI riep de onafhankelijkheid uit. Deze werd op enkele akkefietjes na vredevol aanvaard door de kroon in Lissabon. Portugal erkende de onafhankelijkheid in 1825.

## Canada
Op 1 juli 1867 werd Canada een dominion van het Britse Rijk. Deze dominion omvatte een groot deel van het huidige Canada. De kolonies Brits-Columbia (1871) en Prins Edwardeiland (1873) sloten enkele jaren later bij Canada aan.
Groot-Brittannië gaf ook de controle over Rupertland, North-Western Territory en de Arctische eilanden aan Canada over. In 1931 verkreeg Canada ook de controle over de Sverdrup-eilanden, voorheen geclaimd door Noorwegen.
Op 26 september 1907 werd de Kolonie Newfoundland omgevormd tot een dominion van het Britse Rijk. Het Dominion Newfoundland ging pas vanaf 1 april 1949 van Canada deel uitmaken, na een dubbele volksraadpleging.
Van 1867 tot 1931 bleef Groot-Brittannië een grote politieke invloed hebben, maar door het Statuut van Westminster werd het land de facto onafhankelijk. Echter moest een grondwetswijziging nog steeds goedgekeurd worden door het Brits parlement tot 1982. Toen werd de Canada Act van kracht waardoor het land zich niet meer moest verantwoorden aan het moederland en volledig zelfstandig werd. Toch blijft er nog een band bestaan met Groot-Brittannië, daar het staatshoofd van de Britten ook dat van de Canadezen is.

## 20ste eeuw
Een aantal landen werd pas in de 20ste eeuw onafhankelijk.
- Jamaica: van het Verenigd Koninkrijk, in 1962
- Trinidad en Tobago: van het Verenigd Koninkrijk, in 1962
- Guyana: van het Verenigd Koninkrijk, in 1966.
- Barbados: van het Verenigd Koninkrijk, in 1966
- Bahama's: kreeg in 1964 zelfbestuur en werd volledig onafhankelijk van het Verenigd Koninkrijk in 1973.
- Grenada: van het Verenigd Koninkrijk, in 1974
- Suriname: van Nederland in 1975
- Dominica: van het Verenigd Koninkrijk, in 1978
- Saint Lucia: van het Verenigd Koninkrijk, in 1979
- Saint Vincent en de Grenadines: van het Verenigd Koninkrijk, in 1979
- Antigua en Barbuda: van het Verenigd Koninkrijk, in 1981
- Belize (voormalig Brits-Honduras): van het Verenigd Koninkrijk, in 1981
- Saint Kitts en Nevis: van het Verenigd Koninkrijk, in 1983

## Huidige niet-soevereine territoria
- Anguilla (Verenigd Koninkrijk)
- Aruba (Nederland)
- Bermuda (Verenigd Koninkrijk)
- Britse Maagdeneilanden (Verenigd Koninkrijk)
- Caribisch Nederland (Nederland)
- Curaçao (Nederland)
- Kaaimaneilanden (Verenigd Koninkrijk)
- Falklandeilanden (Verenigd Koninkrijk)
- Frans-Guyana (Frankrijk)
- Groenland (Denemarken)
- Guadeloupe (Frankrijk)
- Martinique (Frankrijk)
- Montserrat (Verenigd Koninkrijk)
- Saint-Barthélemy (Frankrijk)
- Sint-Maarten (Frankrijk en Nederland)
- Saint-Pierre en Miquelon (Frankrijk)
- Turks- en Caicoseilanden (Verenigd Koninkrijk)